# グループGT2

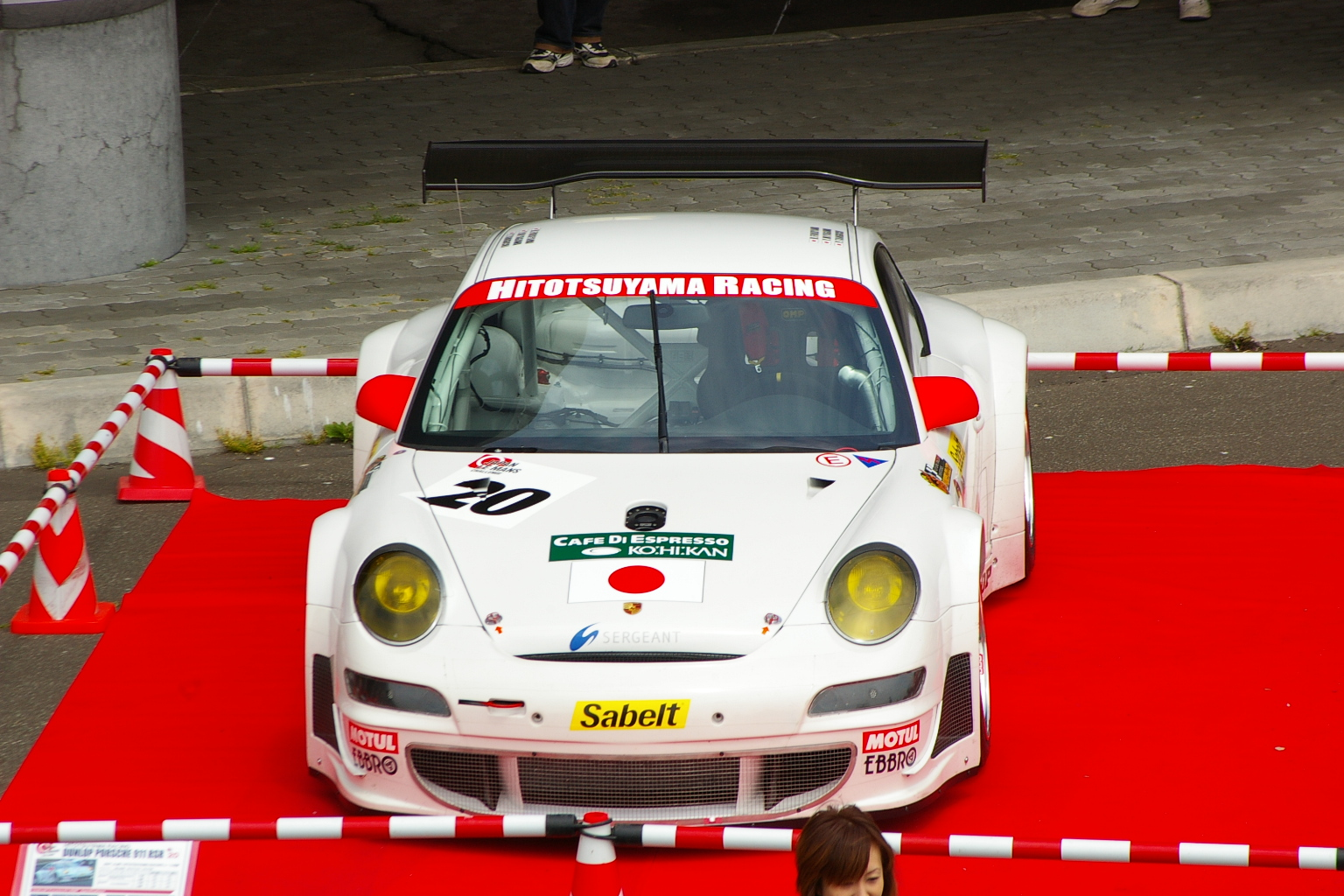
全日本スポーツカー耐久選手権でのポルシェ・911(997)

グループGT2（グループジーティーツー）は、自動車レースに使用する競技車両のカテゴリーの1つである。1999年で旧GT1が消滅し、旧GT2車両がGT1に改称しトップカテゴリーに設定された際に下位カテゴリーとして設立された。FIAによる正式な呼称は「Groupe GT2（仏語：グループ GT2）」であるが、日本国内ではあまり一般的な呼び方ではなく、「GT2クラス」もしく「FIA GT2」などと呼ぶことがほとんどである。

## 概要
市販スポーツカーを改造した車両がホモロゲーション（公認）の対象となる。改造範囲がGT1マシンにくらべて狭く、より市販車に近い。世界のGTレースでワークス・プライベーター問わず運用された。しかし勝てるマシンが限られたことから人気が衰退し、後にフランス西部自動車クラブ（ACO）が耐久レース向けのLM-GTEとして発展させたものを引き継ぐ形となった。
その後、ブランパンGTシリーズ（後のGTワールドチャレンジ）を運営するSROモータースポーツグループが「GT2」の名称を復活させることを発表。2021年よりGTワールドチャレンジ・ヨーロッパの併催イベントとしてGT2ヨーロピアンシリーズが開催されているほか、いくつかの地域でレースが行われている。

## 歴史
- 1999年 - 旧GT1の消滅により、旧GT2がGTカーのトップカテゴリーとなった際に設立[3]
- 2005年 - クラス名を"GT2"に変更
- 2010年 - レギュレーション変更、最低重量が増加。FIA GT2ヨーロッパ選手権として開催予定だったが、エントリーが集まらずFIAタイトルを冠する選手権としてのGT2カテゴリーが消滅
- 2011年 - クラス名を"LM-GTE"に変更
- 2018年 - SROにより"GT2"の名称が復活[2]

## レギュレーション
エンジン(排気量)
- NA

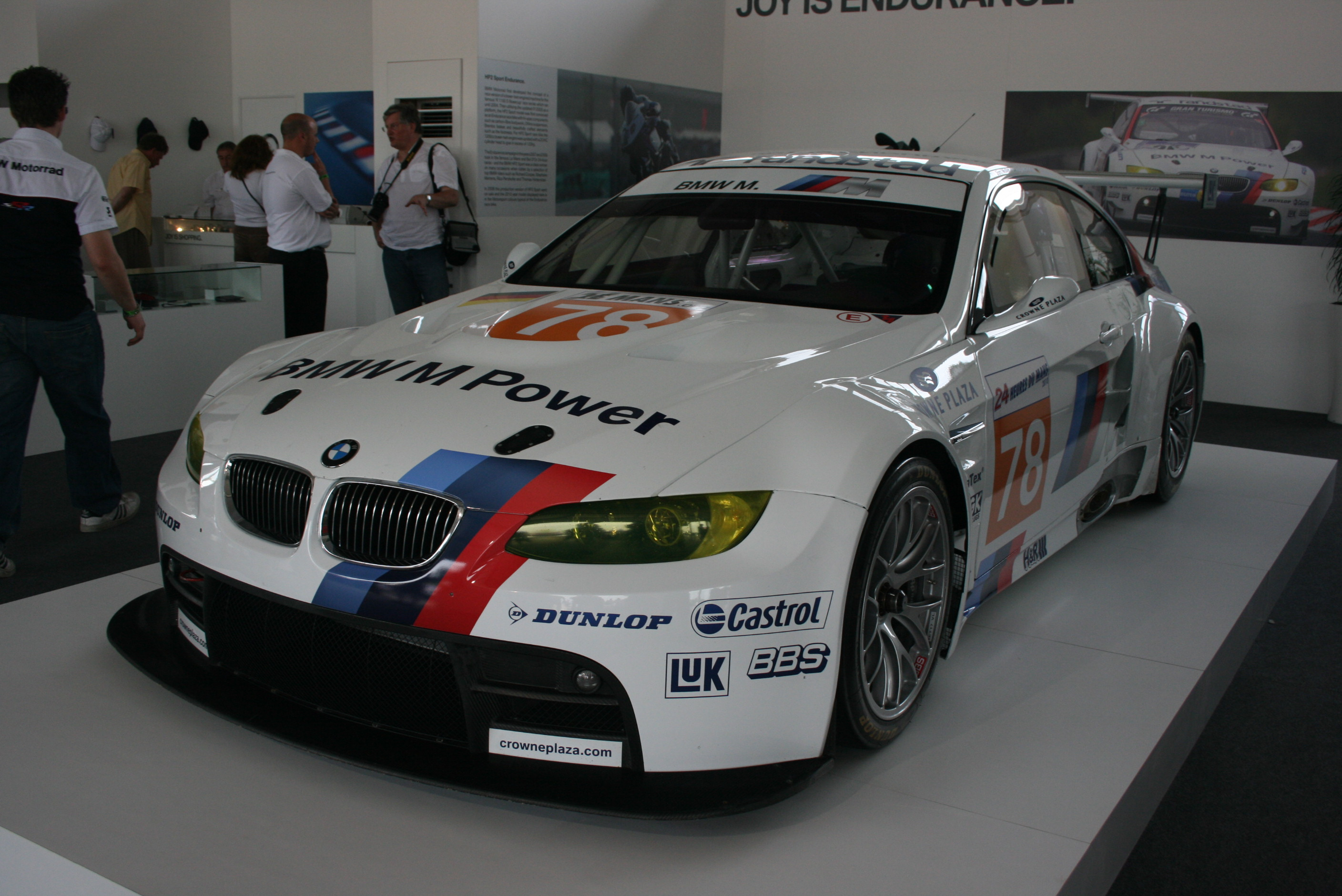
BMW M3 GT2

  - 8Lまで(1999～2009)｜5.5Lまで(2010～)
- ターボ
  - 6Lまで(1999～2009)｜4Lまで(2010～)

最低重量
- 1,100kg(1999～2009)｜1,145kg or 1,245kg(2010～)

駆動系、足回り
- 4輪駆動禁止。
- フルAT、セミATギアボックス使用禁止。
- アクティブサスペンション禁止。
- カーボンディスクブレーキ禁止。
- タイヤ最大径は28インチ、最大幅は14インチ。

燃料タンク最大容量
- 100L(1999～2009) | 90L(2010～)

## 導入を許可していたレース一覧

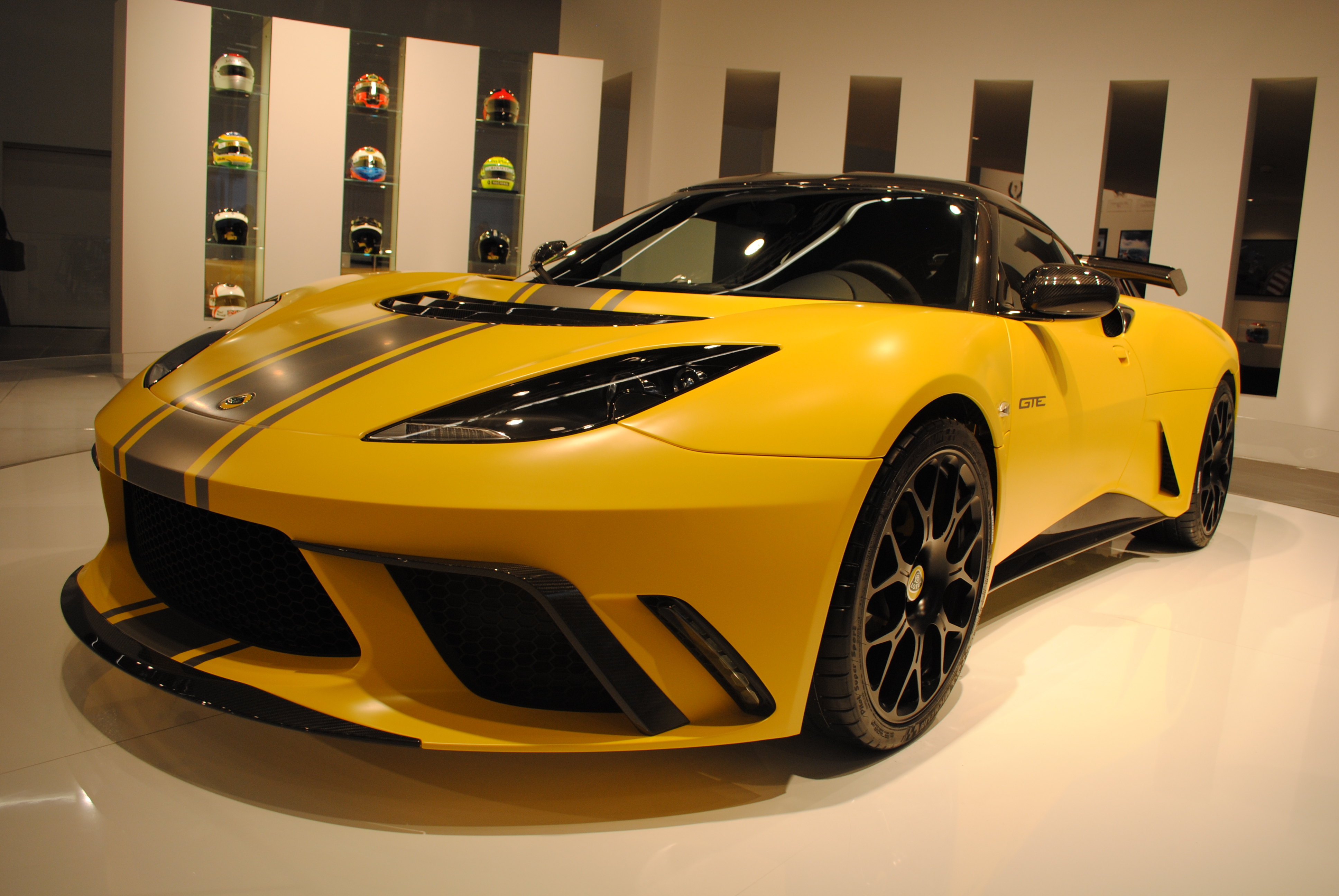
ロータス・エヴォーラ GTE

## 導入を許可していたレース一覧[4]
- ル・マン24時間レース
- アメリカン・ル・マン・シリーズ
- ヨーロピアン・ル・マンシリーズ
- FIA GT選手権
- インターナショナルGTオープン
- 英国GT選手権
- FFSA GT Tour（フランス）
- ベルギーGT選手権（旧Belcar）
- イタリアGT選手権
- スペインGT選手権
- 全日本スポーツカー耐久選手権
- SUPER GT

## ホモロゲーション取得車両一覧（GT2規定）
| マニュファクチャラー | 車種                  | 画像      | 年        | 出典・備考 |
| -------------------- | --------------------- | --------- | --------- | ---------- |
| アストンマーティン   | V8 ヴァンテージ GT2   |           | 2008–2011 |            |
| BMW                  | M3 GTR (E36)          |           | 1999–2000 |            |
| BMW                  | M3 GT (E46)           |           | 2000–2003 |            |
| BMW                  | M3 GTR (E46)          |           | 2001–2006 |            |
| BMW                  | M3 GT (E92)           |           | 2009–2012 |            |
| シボレー             | コルベット LM-GT (C5) |           | 2001-2005 |            |
| シボレー             | コルベット ZR1 C6.R   |           | 2009-2013 |            |
| フェラーリ           | 360モデナ N-GT        |           | 2000-2002 |            |
| フェラーリ           | 360モデナ GT          | 2002-2004 |           |            |
| フェラーリ           | 360モデナ GTC         |           | 2004-2005 |            |
| フェラーリ           | 430 GT/GTC            |           | 2006-2010 |            |
| フォード             | GT (Mk.Ⅶ)             |           | 2008-2011 |            |
| ジャガー             | XKR                   |           | 2010-2011 |            |
| ランボルギーニ       | ガヤルド LP560 GT2    |           | 2009-2011 |            |
| パノス               | エスペラント GT-LM    |           | 2003-2009 |            |
| パノス               | アブルッツィ GT2      |           | 2011      |            |
| ポルシェ             | 911 GT3 R (996.1)     |           | 1999-2000 |            |
| ポルシェ             | 911 GT3 RS (996.1)    |           | 2001-2003 |            |
| ポルシェ             | 911GT3 RSR (996.2)    |           | 2004–2005 |            |
| ポルシェ             | 911GT3 RSR (997)      |           | 2006–2012 |            |
| スパイカー           | C8 ダブル-12R         |           | 2002-2003 |            |
| スパイカー           | C8 スパイダー GT2-R   |           | 2005-2007 |            |
| スパイカー           | C8 ラビオレット GT2-R |           | 2008-2010 |            |